# Дионисий I Охридски
Дионисий е православен духовник, охридски архиепископ около 1652 година.
Сведенията за Дионисий са оскъдни. През 1652 година вече е охридски архиепископ, но в края на същата или началото на следващата година е освободен от поста. През 1653 година пътува в Русия, представяйки се за действащ архиепископ. Умира около 1665 година във Влашко.